# Endeavor (Wisconsin)
Endeavor es una villa situada en el condado de Marquette, Wisconsin, Estados Unidos. Tiene una población estimada, a mediados de 2023, de 434 habitantes.

## Geografía
La localidad está ubicada en las coordenadas 43°42′52″N 89°28′09″O / 43.71444, -89.46917 (43.714386, -89.469166). Según la Oficina del Censo, tiene una superficie de 1.63 km², correspondientes en su totalidad a tierra firme.

## Demografía
Según el censo de 2020, en ese momento había 432 personas residiendo en la localidad. La densidad de población era de 265.03 hab./km². El 94.0% de los habitantes eran blancos, el 0.2% era afroamericano, el 0.5% eran asiáticos, el 0.2% era isleño del Pacífico, el 2.1% eran de otras razas y el 3.0% eran de una mezcla de razas. Del total de la población, el 7.41% eran hispanos o latinos de cualquier raza.